# Divisibilitat
La Divisibilitat és la part de l'aritmètica que estudia les condicions que han de satisfer els nombres naturals per poder estar continguts en altres.
La divisibilitat es divideix en general i particular.

## Propietat general de la divisibilitat
Un nombre A està inclòs en altre B quan A repetit una quantitat de vegades com sumand dona B.
Exemple: 5 està inclòs en 20, ja que 20=5+5+5+5=4 vegades 5=4*5
El nombre 5, de l'exemple anterior, es diu divisor de 20 i el 20 es diu múltiple de 5, llavors podem enunciar:
Propietat general de la divisibilitat
Un nombre és divisor d'un altre si aquest és múltiple i per ser múltiple d'un nombre aquest haurà de ser-ne divisor.
Exemple: 40=8+8+8+8+8=8*5, perquè 5 i 8 són divisors de 40 en ser 40 múltiple d'ells i 40 és múltiple de 5 i 8, ja que aquest són divisors de 40.

## Divisibilitat general
La divisibilitat general estudia les característiques que han de tenir les operacions aritmètiques, en general, a la fi de ser divisibles per alguns nombres.

### Divisibilitat de la suma
Propietat 1.
Si un nombre divideix a tots els sumands d'una suma o addició divideix al total.
Demostració:
Sigui un divisor D, una suma A+B=C, on suposem que D divideix a A i B donant A=(D*E) i B=(D*F), resultant que A+B=(A*E)+(A*F)=A*(E+F)=C; i com veiem que D està continguda (E+F) vegades en C, llavors C és divisible per D.
Propietat 2.
Si un nombre no divideix a un sumand i sí als altres, llavors no divideix el total.
Demostració:
Sigui un divisor D, una suma A+B=C, on suposem que D divideix a A i no a B donant A=(D*E) i B=(D*F)+R, resultant que A+B=(A*E)+((A*F)+R)=(A*(E+F))+R=C; i com veiem que D està continguda (E+F) vegades en C i dona un residu R, llavors C no és divisible per D.
Propietat 3.
Si un nombre no divideix a cap sumand, solament dividirà al total si divideix l'addició dels residus que resulten de dividir els sumands per l'esmentat nombre.
Demostració:
Sigui un divisor D, una suma A+B=C, on suposem que D no divideix A ni B donant A=(D*E)+R1 i B=(D*F)+R2, resultant que A+B=((A*E)+R1)+((A*F)+R2)=(A*(E+F))+(R1+R2)=C; i com veiem que D està continguda (E+F) vegades en C i dona un residu R1+R2 en C, llavors C serà divisible per D si divideix a R1+R2, segons l'esmentada propietat 1 de la suma.

### Divisibilitat de la resta
Propietat 4.
Si un nombre divideix al minuend i subtrahend d'una resta divideix la diferència.
Demostració:
Sigui un divisor D, una resta A-B=C, on suposem que D divideix a A i B donant A=(D*E) i B=(D*F), resultant que 
A-B=(A*E)-(A*F)=A*(E-F)=C; i com veiem que D està continguda (E-F) vegades en C, llavors C és divisible per D.
Propietat 5.
Si un nombre no divideix a un terme d'una resta i sí a l'altre, no divideix la diferència.
Demostració:
Sigui un divisor D, una resta A-B=C, on suposem que D no divideix a A i si a B donant A=(D*E)+R i B=(D*F), resultant que 
A-B=((A*E)+R)-(A*F)=(A*(E-F))+R=C; i com veiem que D està continguda (E-F) vegades en C i dona un residu R, llavors C no és divisible per D.
Propietat 6.
Si un nombre no divideix a cap terme d'una resta, solament dividirà la diferència si la resta dels residus que resulten de dividir el minuend i subtrahend per l'esmentat nombre és zero, és a dir, quan els residus són iguals.
Demostració:
Sigui un divisor D, una resta A-B=C, on suposem que D no divideix A ni B donant A=(D*E)+R i B=(D*F)+R, resultant que
A-B=((A*E)+R)+((A*F)+R)=(A*(E-F))+(R-R)=(A*(E-F)+0=C; i com veiem que D està continguda (E-F) vegades en C, llavors C serà divisible per D.

### Divisibilitat de la multiplicació
Propietat 7.
Si un nombre divideix a un o tots els factors d'una multiplicació divideix el total.
Demostració:
Sigui un divisor D, una multiplicació A*B=C, on suposem que D divideix a A i no B donant A=(D*E) i B=(D*F)+R, resultant que A*B=(D*E)*((D*F)+R)=(D*D*A*F)+(D*E*R)=C; i com veiem que D està continguda en tots els sumands, llavors segons la propietat 1 de la suma C és divisible per D.
Segons la propietat commutativa de la multiplicació A*B=B*A, perquè si D divideix els dos factors, amb més motiu dividirà al total.
Propietat 8.
Si un nombre no divideix cap dels factors d'una multiplicació, dividirà al total si divideix el producte dels residus, que resulten de dividir cada un dels termes per l'esmentat nombre.
Demostració:
Sigui un divisor D, una multiplicació A*B=C, on suposem que D no divideix A ni B donant A=(D*E)+R1 i B=(D*F)+R2, resultant A*B=((D*E)+R1)*((D*F)+R2)=(D*E*D*F)+(D*E*R2)+(R1*D*F)+(R1*R2)=C; i com veiem que D està continguda en el 3 primers sumands i no sabem si ho està en (R1.R2), llavors segons la propietat 1 de la suma C és divisible per D si (R1*R2) ho és.

### Divisibilitat de la divisió exacta
La divisió exacta una vegada que estigui resolta es pot expressar en forma de multiplicació, així A/B=C ho podem posar A=B.C, llavors les propietats de la multiplicació hi són aplicables a la divisió exacta.
Propietat 10.
Si un nombre divideix un altre dividirà també als que divideixi aquest.
Demostració:
Sigui un divisor D, una divisió A/B=C que posada en forma de multiplicació dona A=B*C, si D divideix a B o C també dividirà a A, segons la propietat 7 de la multiplicació, llavors tots els nombres que continguin A, hi seran divisibles per D, segons la propietat general de la divisibilitat.

### Divisibilitat de la divisió inexacta
La divisió inexacta una vegada que estigui resolta es pot expressar en forma de multiplicació, així si A/B=C i un residu R, podem posar A=(B*C)+R, llavors les propietats de la suma hi són aplicables a la divisió inexacta.

### Divisibilitat de la potenciació i les arrels
Com la potenciació és una multiplicació de diversos factors i les arrels és l'operació inversa de la potenciació, llavors podem dir que les propietats de la multiplicació són aplicables a les dues operacions.

## Criteri general de divisibilitat
Sabem que tot nombre natural es pot descompondre en un producte únic de factors primers.
Si dos nombres descompostos en productes de factors primers tenen els mateixos termes són iguals.
Exemple: 30=3*5*2, 5*2*3=30, 2*3*5=30 ...
Si un producte de nombres primers està inclòs en altre, el producte major és múltiple del menor i aquest és divisor del més gran.
Exemple: 2*3*5=30 i 2*3*5*7=210, llavor 210 és múltiple de 30 i 30 és divisor de 210, ja que 210=(2*3*5)*7, on 7 és el quocient de dividir 210 per 30 i el factor (2*3*5) hi estar contingut 7 vegades en 210.
De tot el que s'ha dit en les línies precedents podem dir el següent criteri general de divisibilitat:
Un nombre divideix a un altre si ambdós descompostos en productes de factors primers, el més petit està inclòs en el més gran.

## Divisibilitat particular
La divisibilitat particular estudia les propietats de divisibilitat d'uns nombres concrets.

### Divisibilitat de la unitat seguida de zeros
La unitat seguida de X zeros divideix a tot nombre que acabi en X zeros o més.
Exemples:
El 10 divideix al 20,40,120,50,1000....
El 100 divideix el 1200, 200, 2300, 4000...
El més important és el 10, que divideix tot els nombres que acabin en un o més zeros.
Com el 10 conté als factors primers 2 i 5, llavors tot nombre acabat en zero és divisible per 10, i degut això, ho serà per 2 i per 5.

### Divisibilitat del 2
El 10 és divisible per 2, ja que 10=2*5
A tot nombre que li traiem les unitats acabarà en zero.
Els dígits divisibles per 2 són: 2,4,6,8; llavors la unitat seguida d'un zero més qualsevol dígits parell, serà divisible per 2, tenint en compte la propietat 1 de divisibilitat de la suma, ja que ambdós sumands són divisibles per 2.
Segons tot el que s'ha dit en línies precedents podem escriure:
Un nombre és divisible per 2 si acaba en zero o xifra parell.

### Divisibilitat del 3
Sabem que 10=(3*3)+1, 100=(33*3)+1, 1000=(333*3)+1, és a dir, la unitat seguida de zeros és igual a un múltiple de 3 menys 1.
Sigui el nombre CDU=(C*100)+(D*10)+U, com 3 dona un residu d'1 amb qualsevol unitat seguida de zeros, el residu final serà (C*1)+(D*1)+(U)=C+D+U, llavors si aquesta suma la divideix el 3, el nombre CDU serà divisible per 3 segons la propietat 3 de divisibilitat de la suma.
De tot el que hem dit podem escriure:
Un nombre és divisible per 3 si la suma dels valors relatius de les seves xifres és múltiple de 3.

### Divisibilitat del 4
El 100 és divisible per 4, ja que 100=4*25
A tot nombre que li traiem les desenes acabarà en dos zeros.
L'addició de qualsevol nombre acabat en 2 zeros més un múltiple de 4 de dues xifres serà múltiple de 4, segons la propietat 1 de divisibilitat de la suma, ja que ambdós sumands són divisibles per 4.
Després de tot el que s'ha dit podem escriure:
Un nombre és divisible per 4 si acaba en dos zeros o les dues últimes xifres són múltiples de 4.

### Divisibilitat del 5
El 10 és divisible per 5, ja que 10=5*2
A tot nombre que li traiem les unitats acabarà en zero.
Els dígits divisibles per 5 solament és el 5; llavors la unitat seguida d'un zero més el 5, serà divisible per 5, tenint en compte la propietat 1 de divisibilitat de la suma, ja que ambdós sumands són divisibles per 5.
Segons tot el que hem dit en línies precedents podem escriure:
Un nombre és divisible per 5 si acaba en zero o 5.

### Divisibilitat del 6
Com que 6=2*3, llavors tot aquell nombre que sigui divisible per 2 i per 3 serà divisible per 6.
Els nombres divisibles per 2 són aquells que acaben xifra parella i els divisibles per 3 són aquells en què l'addició dels valors relatius de les xifres dona un múltiple de 3; per tant podem dir:
Un nombre és divisible per 6 si és parell i la suma dels valors relatius de les seves xifres és un múltiple de 3.

### Divisibilitat del 8
El 1000 és divisible per 8, ja que 1000=8*125
A tot nombre que li traiem les centenes acabarà en tres zeros.
L'addició de qualsevol nombre acabat en 3 zeros més un múltiple de 8 de tres xifres serà múltiple de 8, segons la propietat 1 de divisibilitat de la suma, ja que tots dos sumands són divisibles per 8.
Després de tot el que s'ha dit podem escriure:
Un nombre és divisible per 8 si acaba en tres zeros o les tres últimes xifres són múltiples de 8.

### Divisibilitat del 9
Sabem que 10=9+1, 100=99+1, 1000=999+1, és a dir, la unitat seguida de zeros és igual a un múltiple de 9 menys 1.
Sigui el nombre CDU=(C.100)+(D.10)+U, com 9 dona un residu d'1 amb qualsevol unitat seguida de zeros, el residu final serà (C.1)+(D.1)+(U)=C+D+U, llavors si aquesta suma la divideix el 9, el nombre CDU serà divisible per 9 segons la propietat 3 de divisibilitat de la suma.
De tot el que hem dit podem escriure:
Un nombre és divisible per 9 si la suma dels valors relatius de les seves xifres és múltiple de 9.

### Divisibilitat del 11
Sabem que 10=11-1, 100=99+1, 1000=(990+11)-1, 10000=9999+1, 100000=(99990+11)-1, és a dir, la unitat seguida de zeros parells és igual a un múltiple d'11 menys 1 i la de xifres imparell és un múltiple d'11 més 1.
Sigui el nombre MCDU=(M.100)+(C.100)+(D.10)+U, com 11 dona un residu de +1 o -1 si la unitat seguida de zeros és parell o imparell; el residu final serà (M.-1)+(C.+1)+(D.-1)+(+U)=-M+C-D+U, llavors si aquesta suma la divideix l'11, el nombre MCDU serà divisible per 11 segons la propietat 3 de divisibilitat de la suma.
De tot el que hem dit podem escriure:
Un nombre és divisible per 11 si la suma dels valors relatius de les xifres de llocs parells menys la dels llocs imparells dona un múltiple d'11.